# جوزيف تي ديكمان
جوزيف تي ديكمان (بالإنجليزية: Joseph T. Dickman)‏ هو ضابط أمريكي، ولد في 6 أكتوبر 1857 في دايتون في الولايات المتحدة، وتوفي في 23 أكتوبر 1927 في واشنطن العاصمة في الولايات المتحدة.